# Cohors III Aquitanorum

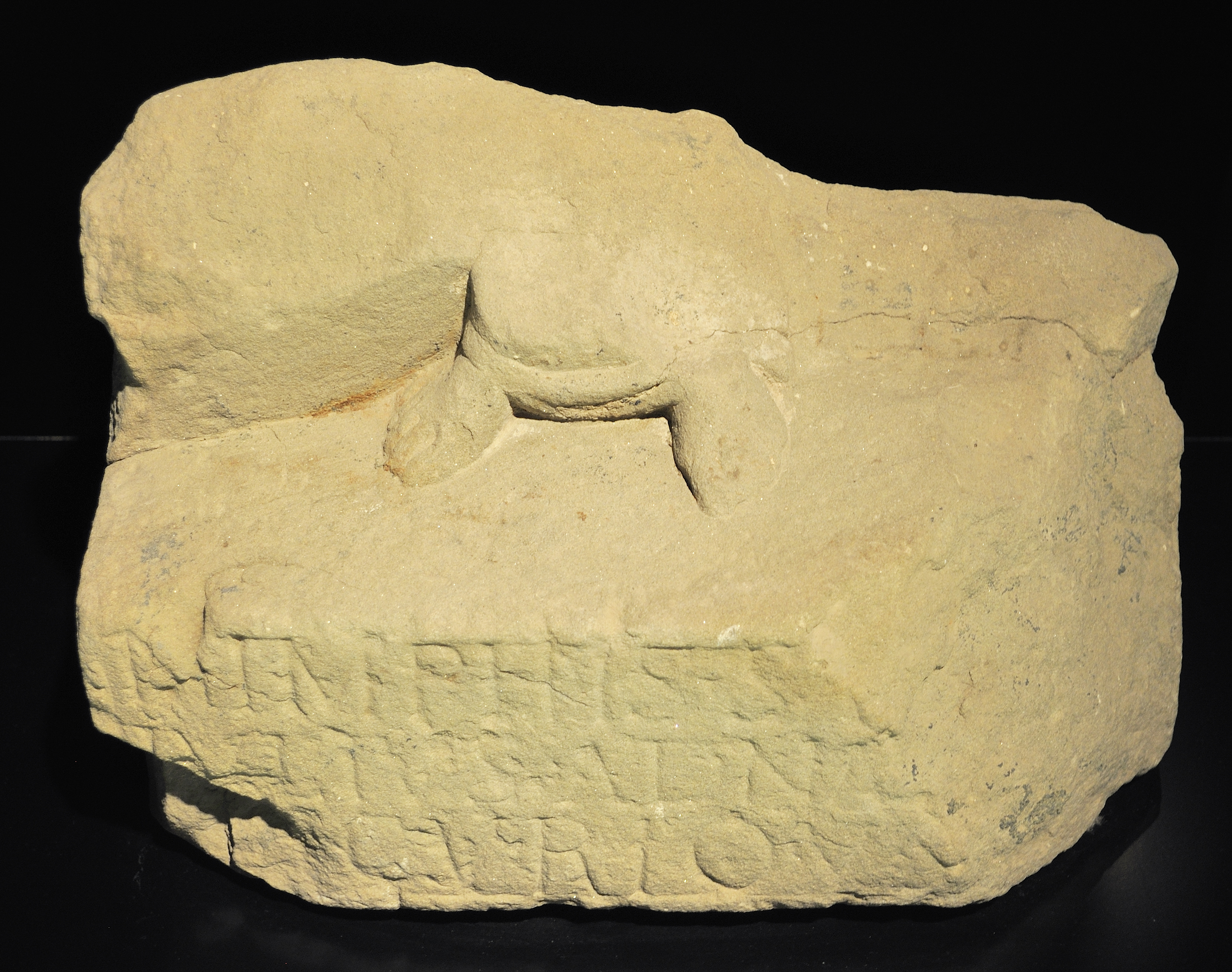
Die Weihinschrift des Iulius Adnamatus

Die Cohors III Aquitanorum [equitata] [civium Romanorum] [Philippiana] [Severiana] (deutsch 3. Kohorte der Aquitanier [teilberitten] [der römischen Bürger] [die Philippianische] [die Severianische]) war eine römische Auxiliareinheit. Sie ist durch Militärdiplome, Inschriften und Ziegelstempel belegt.

## Namensbestandteile
- Aquitanorum: der Aquitanier. Die Soldaten der Kohorte wurden bei Aufstellung der Einheit aus den verschiedenen Stämmen der Aquitanier auf dem Gebiet der römischen Provinz Gallia Aquitania rekrutiert.

- equitata: teilberitten. Die Einheit war ein gemischter Verband aus Infanterie und Kavallerie. Der Zusatz kommt in den Inschriften (CIL 13, 6493, CIL 13, 6494) vor.

- civium Romanorum: der römischen Bürger. Den Soldaten der Einheit war das römische Bürgerrecht zu einem bestimmten Zeitpunkt verliehen worden. Für Soldaten, die nach diesem Zeitpunkt in die Einheit aufgenommen wurden, galt dies aber nicht. Sie erhielten das römische Bürgerrecht erst mit ihrem ehrenvollen Abschied (Honesta missio) nach 25 Dienstjahren. Der Zusatz kommt in den Inschriften (CIL 13, 6493, CIL 13, 6494) vor.

- Philippiana: die Philippianische. Eine Ehrenbezeichnung, die sich auf Philippus Arabs (244–249) bezieht. Der Zusatz kommt in der Inschrift (CIL 13, 6566) vor.

- Severiana: die Severianische. Eine Ehrenbezeichnung, die sich auf Severus Alexander (222–235) bezieht. Der Zusatz kommt in der Inschrift (CIL 13, 6568) vor.

Da es keine Hinweise auf den Namenszusatz milliaria (1000 Mann) gibt, war die Einheit eine Cohors (quingenaria) equitata. Die Sollstärke der Kohorte lag bei 600 Mann (480 Mann Infanterie und 120 Reiter), bestehend aus 6 Centurien Infanterie mit jeweils 80 Mann sowie 4 Turmae Kavallerie mit jeweils 30 Reitern.

## Geschichte
Die Kohorte war in den Provinzen Germania und Germania superior (in dieser Reihenfolge) stationiert. Sie ist auf Militärdiplomen für die Jahre 74 bis 134 n. Chr. aufgeführt.
Der erste Nachweis der Einheit in Germania beruht auf einem Diplom, das auf 74 datiert ist. In dem Diplom wird die Kohorte als Teil der Truppen aufgeführt (siehe Römische Streitkräfte in Germania), die in der Provinz stationiert waren. Weitere Diplome, die auf 82 bis 134 datiert sind, belegen die Einheit in derselben Provinz (bzw. ab 90 in Germania superior).
Die Kohorte war vermutlich seit Anfang des 2. Jhd. zusammen mit dem Numerus Brittonum Elantiensium auf dem Gebiet der Ortschaft Neckarburken in der Gemeinde Elztal stationiert; jede der beiden Einheiten hatte dort ihr eigenes Lager. Um 159/161 wurde die Kohorte im Zuge einer Verschiebung des Limes nach Osten in das Kastell Osterburken verlegt.
Der letzte Nachweis der Einheit beruht auf der Inschrift (CIL 13, 6566), die auf 244/249 datiert ist.

## Standorte
Standorte der Kohorte in Germania waren möglicherweise:
- Kastelle von Neckarburken: Mehrere Inschriften wurden hier gefunden.
- Kastell Osterburken: Mehrere Inschriften wurden hier gefunden.
- Kastell Stockstadt

Ziegel mit den Stempeln der Einheit wurden in Obernburg am Main und Stockstadt gefunden.

## Angehörige der Kohorte
Folgende Angehörige der Kohorte sind bekannt.

### Kommandeure
- P(ublius) Allius Proculus, ein Präfekt (AE 1978, 530)

### Sonstige
| - Anteius Faustillus, ein Centurio (AE 1988, 651) - Filo (AE 1988, 651) - Iulius Adna[matus], ein Decurio (AE 1996, 1166) - Iustius Attianus, ein Decurio (CIL 13, 6569) | - Q(uintus) Gavit(i)us []conus (CIL 13, 06586a) - [Ul]pius Iulianus, ein Medicus (CIL 13, 11767) - [V]erinus (CIL 13, 6577) |